# Roncopianigi

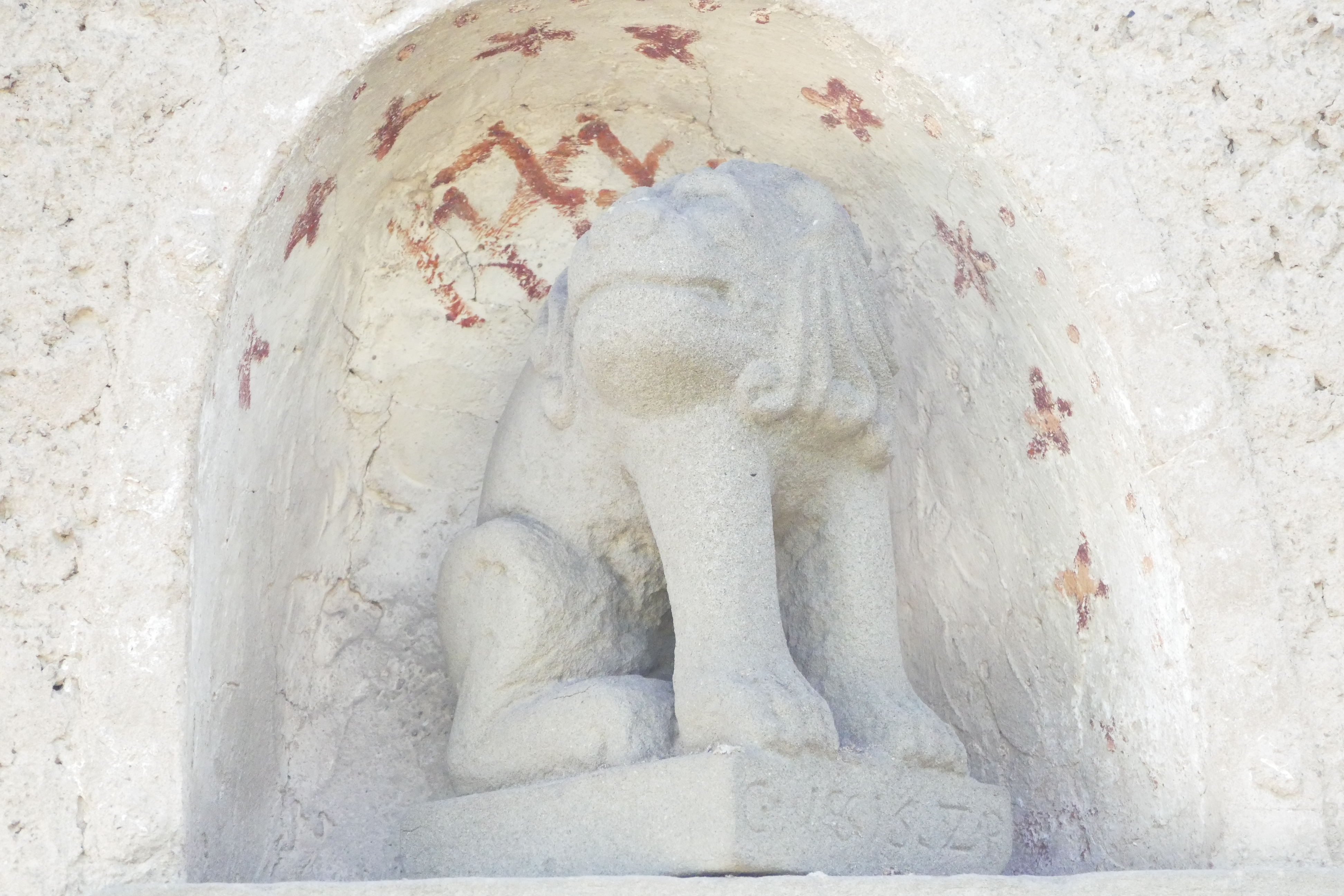
Scultura zoomorfa presente nell'abitato di Roncopianigi

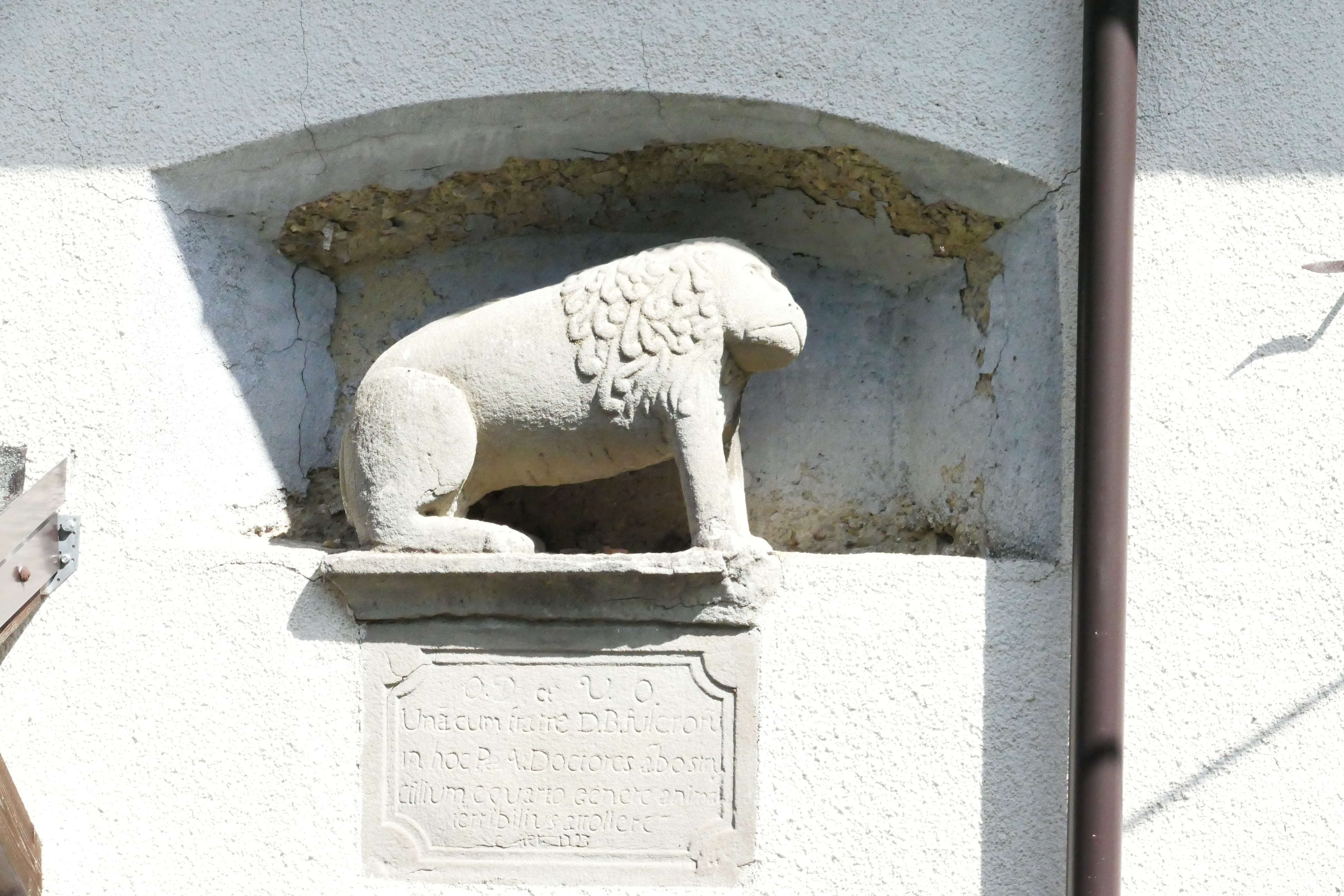
Scultura zoomorfa presente nel borgo.

Roncopianigi è un borgo situato nel comune di Villa Minozzo, 500 metri a ovest dal borgo di Febbio sulla via per Monte Orsaro e anticamente con il nome di "Roncopianisio".

## Storia e territorio
La posizione del borgo è dovuta sia alla presenza degli alpeggi pastorali che alla caratteristica pianeggiante del suo territorio. Nel 1600 il paese contava 151 persone in 27 famiglie. L'attività principale era l'agricoltura: segale e patate. Percorrendo le vie, delimitate da parti di muro a secco molto antiche, si nota un patrimonio architettonico rurale del quale si citano due case a pianta quadrata, nei cui muri, chiuse in nicchie, sono collocate due figure zoomorfe. Secondo le credenze del tempo, tali figure impedivano l'accesso agli spiriti maligni e sono datate 1857. L'angolo principale del paese vede collocata una Madonna in marmo del 1793. Si narra che anche Domenico Amorotto, un famoso brigante italiano, venne a fare visita al paese, fermandosi prima di entrarvi perché incontrò "gente dal grugno duro". A sud-ovest del borgo si notano coltivazioni su strisce di terra o a terrazza, come anticamente si usava fare in Toscana.